# Pétronille Moss
Pour les articles homonymes, voir Moss.
 (juillet 2015).
Si vous disposez d'ouvrages ou d'articles de référence ou si vous connaissez des sites web de qualité traitant du thème abordé ici, merci de compléter l'article en donnant les références utiles à sa vérifiabilité et en les liant à la section « Notes et références ».
Pétronille Moss est une actrice française.
Pour son rôle dans Comment draguer tous les mecs (1984), elle a été comparée par la critique à une sous-Balasko.
Il est vrai que ses rondeurs et sa bonne humeur l'ont enfermée dans un certain cinéma commercial comique : Les Sous-doués ou Le Dîner de cons notamment.
La comédienne a également joué dans des publicités pour la farine Francine à la fin des années 1980, et pour le nettoyant anti-calcaire Viakal dans les années 1990.
Elle est la mère de Talina Boyaci.

## Filmographie

### Cinéma
- 1980 : Les Sous-doués de Claude Zidi : Ruth
- 1982 : Mon curé chez les nudistes de Robert Thomas : Sophie
- 1984 : Comment draguer tous les mecs de Jean-Paul Feuillebois : Charlotte
- 1984 : Les Rois du gag de Claude Zidi : La manucure
- 1985 : Les nanas de Anick Lanoë : La fleuriste
- 1985 : Escalier C de Jean-Charles Tacchella : Suzy
- 1989 : Nikita de Luc Besson : La serveuse du salon de thé
- 1996 : Fallait pas !.. de Gérard Jugnot : La livreuse
- 1996 : La Cible de Pierre Courrège : La réceptionniste TV12
- 1997 : Le Dîner de cons de Francis Veber : Louisette Blond
- 1998 : Les Migrations de Vladimir de Milka Assaf : Josiane
- 2000 : Meilleur Espoir féminin de Gérard Jugnot : La secrétaire de production
- 2002 : Tais-toi ! de Francis Veber : L'infirmière de l'hôpital prison
- 2008 : De l'autre côté du lit de Pascale Pouzadoux : La caissière du supermarché
- 2009 : Envoyés très spéciaux de Frédéric Auburtin : La comptable radio
- 2018 : Love Addict de Frank Bellocq : Nadège Lemoine

### Télévision
- 1980 : Des vertes et des pas mûres de Maurice Delbez (Téléfilm)
- 1980 : Médecins de nuit de Peter Kassovitz, épisode : Un plat cuisiné (série télévisée) : Jeanine
- 1991 : Cas de divorce de Claude Berda (Série TV), épisode "Lagrange contre Lagrange" : Sophie Noël
- 1997 : Sacatruc (Émission TV) : Pétronille
- 1998 : Telle mère, telle fille de Elisabeth RAPPENEAU (Téléfilm) : La serveuse de l'auberge
- 2005 : S.O.S. 18 de Dominique Baron (Série TV), 8 épisode : Monique
- 2005 : Une fille d'enfer de Jean-François Henry (Série TV), 12 épisodes : Paule
- 2006 : Les enfants, j'adore ! de Didier Albert (Téléfilm) : La standardiste
- 2008 : Code barge de Gérard Pautonnier (Série TV) : Colette
- 2009 : L'École du pouvoir de Raoul Peck (mini-série) : Femme au marché
- 2013 : Profilage de 
Fanny Robert et Sophie Lebarbier (Série TV), 3 épisodes : Mme Sévy, assistante sociale
- 2013 : Section de recherches de Steven Bawol et Dominique Lancelot (Série TV), épisode "Jeu de dupes" : Mme Lambert
- 2013 - 2017 : Nos chers voisins (Série TV) : Mme Ménardot, la femme de ménage du 28, rue de la Source
- 2015 : L'amour à 200 mètres (Série TV), épisode "Adeline et Vincent" : La mère
- 2020 : Tandem (Série TV), depuis la saison 4, épisode 7 : Annick Lebellec

## Théâtre
- 1980 : La perruche et le poulet de et mise en scène Robert Thomas, tournée
- 1981 : Coup de soleil de Marcel Mithois, mise en scène Jacques Rosny, Théâtre Antoine
- 1984 : Fleur de cactus de Pierre Barillet et Jean-Pierre Gredy, mise en scène Jacques Rosny, Comédie des Champs-Élysées
- 1992 : Darling chérie de Marc Camoletti, Théâtre Michel
- 1993 : Le clan des veuves de Ginette Garcin, mise en scène François Guérin, tournée, Théâtre Fontaine
- 1994 : Mission double zero de Raffy Shart, mise en scène Patrick Haudecœur, Théâtre Déjazet
- 1999 : Un monde merveilleux, mise en scène Didier Caron, Comédie de Paris
- 2002 : Scarlett le retour de Laurence Jyl, Bobino
- 2008 : Aventure grand nord, Théâtre Le Temple
- 2011 : Le grand soir d'Anthony Marty, mise en scène Nathalie Vierne, Petit Théâtre du Gymnase
- 2012 : Le grand soir d'Anthony Marty, mise en scène Nathalie Vierne, Théâtre Daunou
- 2013 : La Famille est dans le pré ! de Franck Le Hen, mise en scène Luq Hamett, tournée
- 2015 : KEBAB.COM de Paul Buresi, mise en scène de Bernard Rosselli : Carole
- 2017 : Si j'avais un marteau de Mythic et Hugo Rezeda, mise en scène Hugo Rezeda, Festival Off d'Avignon, Apollo Théâtre et tournée
- 2021 : Grosse Chaleur de Laurent Ruquier, mise en scène Anthony Marty, tournée
- 2022 : Loué soit mon fils de Mythic et Hugo Rezeda, mise en scène Hugo Rezeda, tournée
- 2024: Momentanément décédé de Hugo Rezeda, mise en scène par l'auteur, avec Urbain Cancelier et Nathalie Marquay, tournée.